# Southern District FC
El Southern District Football Club (en chino tradicional, 南區足球會) es un club de fútbol de Hong Kong. Fue fundado en 2002 y actualmente compite en la Liga Premier de Hong Kong.

## Historia
El Southern District desde 2002 ingresó a la recién formada Tercera División del Distrito de Hong Kong. Sin embargo, el equipo no llegó a la Ronda Final de la Liga de Tercera División de Hong Kong y, por lo tanto, no logró el ascenso en los primeros años de su historia.
En la temporada 2006-07, llegaron a la ronda final por primera vez desde que se formó el club. Fueron subcampeones de la Tercera División Distrital y clasificaron a la Ronda Final, sin embargo, no pudieron ascender, ya que solo lograron sumar dos puntos.
En la temporada 2007-08, mantuvieron el buen desempeño de la temporada pasada, llegaron nuevamente a la ronda final, ya que nuevamente fueron el primer finalista de la Liga de la División del Tercer Distrito, 9 puntos detrás de Shatin. Desafortunadamente, no pudieron volver a ganar el ascenso ya que estaban 4 puntos por detrás de los lugares de ascenso.
En la temporada 2008-09, no pudieron clasificarse para la ronda final ya que solo se ubicaron en el cuarto lugar de la Tercera División del Distrito.
Finalmente fueron ascendidos a la Segunda División de Hong Kong por primera vez en la temporada 2009-10. Fueron los 1er finalistas de la Liga de la Tercera División Distrital y compitieron con los otros 3 equipos en la Ronda Final por el ascenso. Aunque solo se ubicaron en el tercer lugar en la ronda final, Eastern decidió no aceptar la promoción y el derecho a ser promovido pasó a Southern, quien sí aceptó.
Evitaron con éxito el descenso y se mantuvieron en Segunda División durante su primera temporada. Eran el cuarto de 12 equipos, 10 puntos detrás de los campeones Sham Shui Po. Por otro lado, ganaron su primer trofeo desde su formación el 9 de enero de 2011. Derrotaron a Double Flower en la final de Hong Kong Junior Shield en el Estadio Hong Kong.
Fueron ascendidos a la Primera División de Hong Kong por primera vez en la temporada 2011-12, ya que fueron el primer finalista de la Segunda División de Hong Kong, tres puntos por detrás del campeón Hong Kong Rangers.
Fueron calificados como Royal Southern en la temporada 2013-14 y terminaron cuartos de 12 equipos. Sin embargo, el club optó por auto-relegarse después del final de la temporada.
Regresaron a la máxima categoría en la temporada 2015-16. A partir de esta temporada, el club pasó a llamarse Kwoon Chung Southern por motivos de patrocinio.
En 2016-17, Southern terminó tercero en la tabla, su posición más alta en la historia del club.
Southern igualó su posición en la tabla de 2016-17 con otro tercer puesto en 2018-19. El club también llegó a la final de la Copa FA de Hong Kong por primera vez, perdiendo 2-0 ante Kitchee.

## Palmarés
- Hong Kong Junior Shield: 1

2011
- Sapling Cup: 1

2025